# 4-й км Мамаевской ж/д Ветки
4-й км Мама́евской ж/д Ве́тки — посёлок в Клетнянском районе Брянской области, входит в состав Клетнянского городского поселения.

## География
Посёлок находится в северо-западной части Брянской области, на расстоянии примерно 1 км (по прямой) к юго-западу от посёлка городского типа Клетня, административного центра района.

### Часовой пояс
Посёлок 4-й км Мамаевской ж/д Ветки, как и вся Брянская область, находится в часовой зоне МСК (московское время). Смещение применяемого времени относительно UTC составляет +3:00.

## История
Мамаевская железнодорожная ветка существовала ещё до 1941 года, однако посёлки при ней на карте 1941 года отмечены ещё не были.

## Население
Согласно результатам переписи 2002 года, в национальной структуре населения русские составляли 100 % из 2 чел.